# 埃里克·彼得松 (举重运动员)
埃里克·彼得松（瑞典語：Erik Pettersson，1890年5月18日—1975年4月4日），瑞典男子举重运动员。他曾代表瑞典参加1920年夏季奥林匹克运动会举重比赛，获得男子82.5公斤级铜牌。